# Cantón de Méréville
El cantón de Méréville era una división administrativa francesa, que estaba situada en el departamento de Essonne y la región de Isla de Francia.

## Composición
El cantón estaba formado por veintidós comunas:
- Abbéville-la-Rivière
- Angerville
- Arrancourt
- Blandy
- Bois-Herpin
- Boissy-la-Rivière
- Brouy
- Chalou-Moulineux
- Champmotteux
- Congerville-Thionville
- Estouches
- Fontaine-la-Rivière
- Guillerval
- La Forêt-Sainte-Croix
- Marolles-en-Beauce
- Méréville
- Mespuits
- Monnerville
- Pussay
- Roinvilliers
- Saclas
- Saint-Cyr-la-Rivière

## Supresión del cantón de Méréville
En aplicación del Decreto nº 2014-230 de 24 de febrero de 2014, el cantón de Méréville fue suprimido el 22 de marzo de 2015 y sus 22 comunas pasaron a formar parte del nuevo cantón de Étampes.